# 天体的秩序
《天體的秩序》是由日本同人作家久彌直樹與画师QP:flapper（由さくら小春、小原トメ太组成的绘师组合）共同打造的原创电视动画。于2014年10月开始播放。2018年12月23日在官方推特發布新作製作。

## 内容简介
某日雾弥湖的上空中出现谜样的圆盘，一度造成全世界的混乱与恐慌，但飞碟却只停留在空中，并没有进一步的行动。随着时间流逝，人们渐渐对这件事失去了兴趣……就在两名少女相遇后，静止的时间再次流动，让众人有所改变的全新故事展开，中学生活最后那一年，将拥有一生无法忘怀的回忆。
劇中虚構的霧弥湖是以北海道著名的觀光名勝洞爺湖為原型。

## 登場人物
古宮乃乃香（聲：夏川椎菜）
國中三年級生。因為父親工作的關係，從東京搬到以前居住過的「霧彌湖町」。
七年前住在霧彌湖町時就已經跟柚季兄妹、小春、汐音是好友，而且也認識諾艾兒。然而故事剛開始搬回霧彌湖町的時候卻甚麼都不記得，兒時好友除了汐音之外也沒有任何人認出她來。
容易受到他人影響，同時也是想到事情就馬上去做的行動派。
母親已經去世，現在跟父親兩人一起生活。第十話向柚季、小春、湊太告知諾艾兒是七年前大家一起召喚的圓盤。
諾艾兒（聲：水瀨祈）
體格嬌小、個性天真無邪的少女，年齡不詳。
乃乃香離開霧彌湖町的七年一直在天文台等她回來。
第三話向乃乃香坦承她就是圓盤。
第九話因離開圓盤而暈倒。
第十一話中向乃乃香她們道別後離開霧彌湖町。
第十二話其存在被乃乃香與汐音以外的人遺忘，後因乃乃香的原因使其他人開始在意起是否真的遺忘了什麼。
第十三話因乃乃香的努力讓大家下定決心決定要想起心中缺失的那一塊，因此再度應乃乃香、汐音、柚紀、湊太、小春等人的誠心召喚，最後又再度回到大家身邊。
水坂柚季（聲：豐崎愛生）
國中三年級生。將「霧彌湖町」中已經不足為奇的圓盤當作眼中釘，想將圓盤趕出這個城市，卻沒認出乃乃香就是當年召喚圓盤的元兇。
憎恨圓盤的理由是認為自己害湊太受傷，結果湊太卻幫自己隱瞞而感到愧疚，為了消除罪惡感所以把錯怪到圓盤與召喚圓盤的乃乃香身上。之後在向乃乃香她們道歉後解開心結。
椎原小春（聲：佳村遥）
國中三年級生。家中經營土產店「椎原本舖」，自稱看板娘。與柚季兄妹是青梅竹馬。
十分擔心柚季兄妹交惡的情形。
戶川汐音（聲：小松未可子）
柚季、小春、湊太的同學，總是戴著耳機，拒絕與他人交談。
目前已搬離「霧彌湖町」並獨自生活。
過去原本是個相當溫柔的孩子，一度視乃乃香為重要的朋友，並幫助她召喚圓盤。但因為無法原諒乃乃香喚來圓盤卻又一聲不響離開的舉動，在乃乃香回到霧彌湖町後，一直對她相當惡劣，第三話甚至毫不留情地搧了她一個耳光。
水坂湊太（聲：石川界人、潘惠美（幼少期））
柚季的雙胞胎哥哥。小時候與妹妹柚季感情很好，卻在圓盤出現後開始交惡。
在柚季為自己的過錯道歉之後，兩人關係開始有了改善。
卡洛兒（聲：高野麻里佳）
登場於官方WEB配信第17話
跟諾艾兒一樣同為圓盤，來到地球的目的是為了帶已經完成任務的諾艾兒離開。
但後來了解諾艾兒留在小鎮上的原因，並且也喜歡上了諾艾兒跟小鎮，貌似最後跟諾艾兒一起留在小鎮。

## 製作人員
- 原作：Kaleido Shift
- 原案、劇本：久弥直树
- 导演：迫井政行
- 人物原案：QP:flapper
- 人物設計、总作画监督：秋谷有纪惠
- 大道具：
- 小道具：古泽祐纪子
- 美术设定：金平和茂（KUSANAGI）
- 美术监督：伊藤弘（KUSANAGI）
- 色彩设计：加藤里惠
- 攝影监督：出水田和人（T2 studio）
- 編輯：定松刚（SATELIGHT）
- 音响监督：明田川仁
- 音乐制作：Lantis
- 音樂製作人：齋藤滋、吉江輝成
- 制片：infinite
- 執行製作人：前田明雄、難波秀行、齋藤滋、臼井久人、新村秀樹、安藝貴範、松永芳幸
- 製片人：中路亮輔、岡村武真、吉江輝成、西川和良、雪田雅人、中島保裕、和田洋介
- 助理製作人：向井地基起、山崎史紀、木下滿壽裕
- 企劃製作：永谷敬之
- 動畫制作：Studio 3Hz
- 製作：霧彌湖町觀光協會

## 主題曲
印象曲《North Method》
作詞：桐島愛里，作曲、編曲：高瀬一矢，歌：Larval Stage Planning
第13話當作插曲使用。
片頭曲《Stargazer》
作詞：桐島愛里，作曲、編曲：高瀨一矢，歌：Larval Stage Planning
片尾曲
（第1話－第6話、第8話－第10話、第12話－第13話、OVA）
作詞：林英樹，作曲：佐藤純一，編曲、歌：fhána
（第7話）
作詞：林英樹，作曲：佐藤純一，編曲、歌：fhána
（第11話）
作詞：林英樹，作曲：佐藤純一，編曲、歌：fhána

## 各話列表
| 話數               | 標題           | 分鏡     | 演出       | 作畫監督                                     | 總作畫監督          |
| ------------------ | -------------- | -------- | ---------- | -------------------------------------------- | ------------------- |
| 第1話              | 圓盤之街       | 迫井政行 | 迫井政行   | 古澤祐紀子                                   | 秋谷有纪惠          |
| 第2話              | 兩人的約定     | 若林信   | 鈴木拓磨   | 若山政志 古澤祐紀子 古賀美裕紀 高橋瑞香      | 秋谷有纪惠          |
| 第3話              | 記憶之所在     | 迫井政行 | 熨斗谷充孝 | 竹內由香里                                   | 秋谷有纪惠          |
| 第4話              | 思念的碎片     | 島津裕行 | 佐土原武之 | 山本徑子 島田英明 齊藤弘樹                   | 秋谷有纪惠          |
| 第5話              | 光之花         | 迫井政行 | 室谷靖     | 齋田博之 小澤圓 戶田麻衣                     | 秋谷有纪惠          |
| 第6話              | 真正的朋友     | 島津裕行 | 江副仁美   | 寺尾憲治                                     | 秋谷有纪惠 奥田阳介 |
| 第7話              | 我遺失的東西   | 島津裕行 | 博史池畠   | 古澤祐紀子 中川洋未                          | 秋谷有纪惠 奥田阳介 |
| 第8話              | 少女所相信的事 | 迫井政行 | 川畑喬     | 山崎愛 向川原憲                              | 秋谷有纪惠 奥田阳介 |
| 第9話              | 道別的意義     | 島津裕行 | 北川隆之   | 若山政志 田中志穗                            | 秋谷有纪惠 奥田阳介 |
| 第10話             | 願望的去向     | 島津裕行 | 熨斗谷充孝 | 向川原憲 J-CUBE                              | 秋谷有纪惠 奥田阳介 |
| 第11話             | 流星群之夜     | 迫井政行 | 博史池畠   | 古賀美裕紀 田中志穗 中川洋未                 | 秋谷有纪惠 奥田阳介 |
| 第12話             | 沒有圓盤的街道 | 島津裕行 | 橘正紀     | 古澤祐紀子                                   | 秋谷有纪惠 奥田阳介 |
| 第13話             | 從起始的天空   | 迫井政行 | 迫井政行   | 若山政志                                     | 秋谷有纪惠 奥田阳介 |
| OVA （未放送）     | 某個少女的假日 | 迫井政行 | 迫井政行   | 古澤祐紀子                                   | 秋谷有紀惠          |
| 第17話 （Web配信） | 另一個願望     | 迫井政行 | 迫井政行   | 秋谷有紀惠 中村深雪 辻智子 金丸綾子 大高雄太 | -                   |

## 播放電視台
日本深夜動畫：下文記載的日本国内播放時間使用日本標準時間（UTC+9）表示。因為部分時間标识會採用30小时制，因此請留意这类超过24:00的时间，其實際播放時間為翌日清晨。
| 播放地區 | 播放電視台   | 播放日期                | 播放時間（UTC+9）         | 所屬聯播網 | 備註           |
| -------- | ------------ | ----------------------- | ------------------------- | ---------- | -------------- |
| 東京都   | TOKYO MX     | 2014年10月5日－12月28日 | 星期日 22時30分－23時00分 | 獨立UHF局  |                |
| 京都府   | KBS京都      | 2014年10月5日－12月28日 | 星期日 23時00分－23時30分 | 獨立UHF局  |                |
| 兵庫縣   | SUN電視台    | 2014年10月5日－12月28日 | 星期日 24時30分－25時00分 | 獨立UHF局  |                |
| 北海道   | TV北海道     | 2014年10月5日－12月28日 | 星期日 25時05分－25時35分 | 東京電視網 |                |
| 日本全國 | BS11         | 2014年10月7日－12月30日 | 星期二 24時30分－25時00分 | 衛星電視   | 『ANIME+』節目 |
| 日本全國 | NICONICO直播 | 2014年10月8日－         | 星期三 23時00分－23時30分 | 網路電視   |                |
| 日本全國 | 萬代頻道     | 2014年10月8日－         | 星期三 24時00分 更新      | 網路電視   |                |

## 漫畫版
漫畫版於ASCII Media Works的《月刊Comic電擊大王》2014年10月號（2014年8月27日發售）起開始連載，作畫由負責。1本單行本於2014年10月27日發售。
| 冊數 | KADOKAWA ASCII Media Works | KADOKAWA ASCII Media Works |
| 冊數 | 初版發售日期               | ISBN                       |
| ---- | -------------------------- | -------------------------- |
| 1    | 2014年10月24日             | ISBN 978-4-04-866974-0     |

## 相關商品

### 藍光光碟
| 卷 | 發售日        | 收錄話         | 藍光特裝限定版 |
| -- | ------------- | -------------- | -------------- |
| 1  | 2015年1月28日 | 第1話－第2話   | BCXA-0952      |
| 2  | 2015年2月20日 | 第3話－第4話   | BCXA-0953      |
| 3  | 2015年3月27日 | 第5話－第6話   | BCXA-0954      |
| 4  | 2015年4月24日 | 第7話－第8話   | BCXA-0955      |
| 5  | 2015年5月27日 | 第9話－第10話  | BCXA-0956      |
| 6  | 2015年6月26日 | 第11話－第12話 | BCXA-0957      |
| 7  | 2015年7月24日 | 第13話+OVA     | BCXA-0958      |

### CD
| 發售日         | 標題      | 規格編號     |
| -------------- | --------- | ------------ |
| 2014年10月29日 | Stargazer | LACM-14278   |
| 2014年11月5日  |           | LACM-14279   |
| 2014年12月24日 |           | LACA-15472   |
| 2015年1月14日  |           | LACA-9376～7 |
| 2015年2月11日  |           | LACA-15476   |

## 外部連結
- 電視動畫《天體運行式》官方網站 （页面存档备份，存于）（日語）
- 電視動畫《天體運行式》官方的X（前Twitter）（日語）